# Station Ala

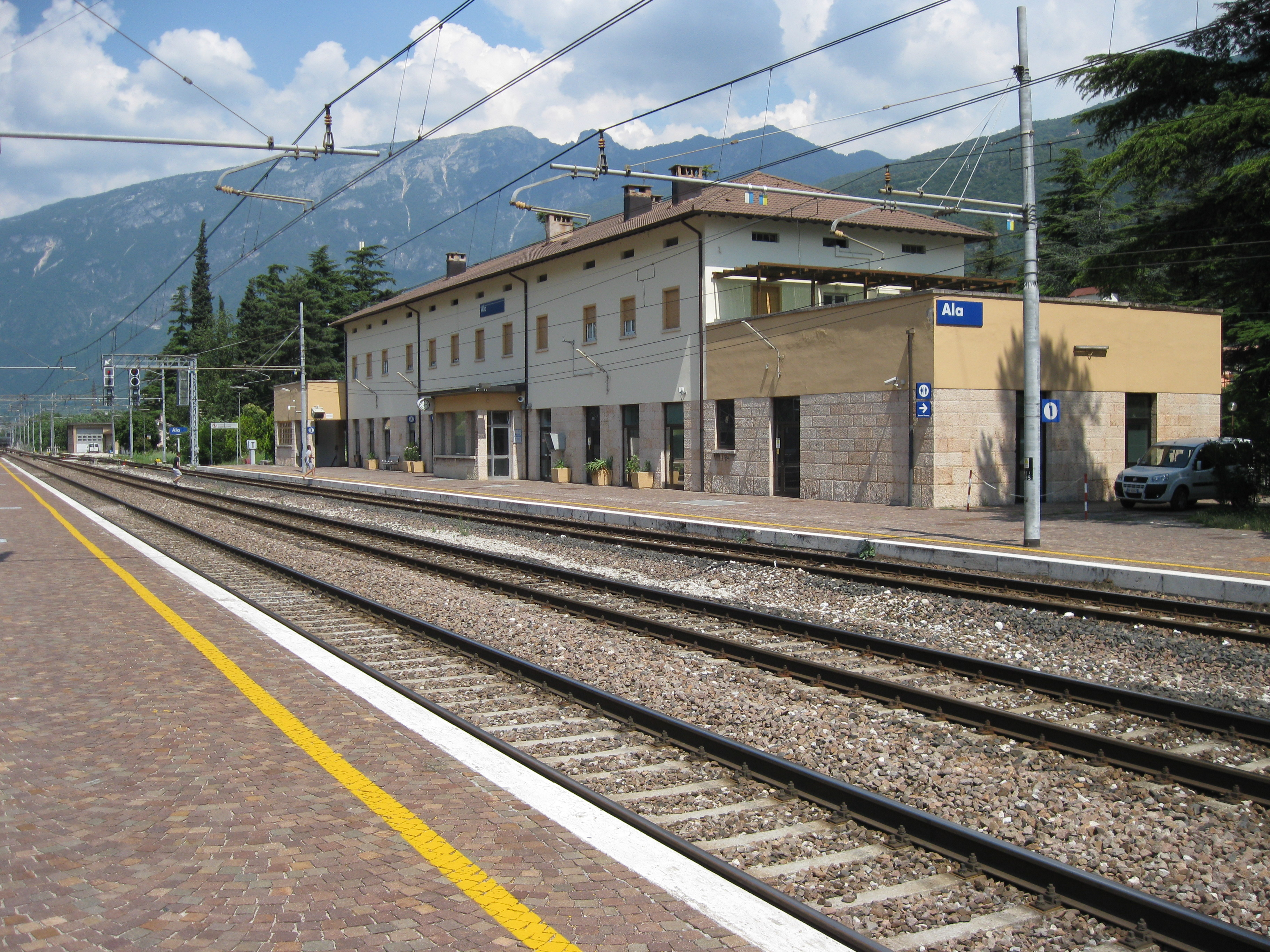

Station Ala is een spoorwegstation aan de Brennerspoorlijn in de gemeente Ala (Italië-Trentino).